# 小牧市立小木小学校
小牧市立小木小学校（こまきしりつ こきしょうがっこう）は、愛知県小牧市にある公立の小学校である。

## 沿革
- 1975年（昭和50年）

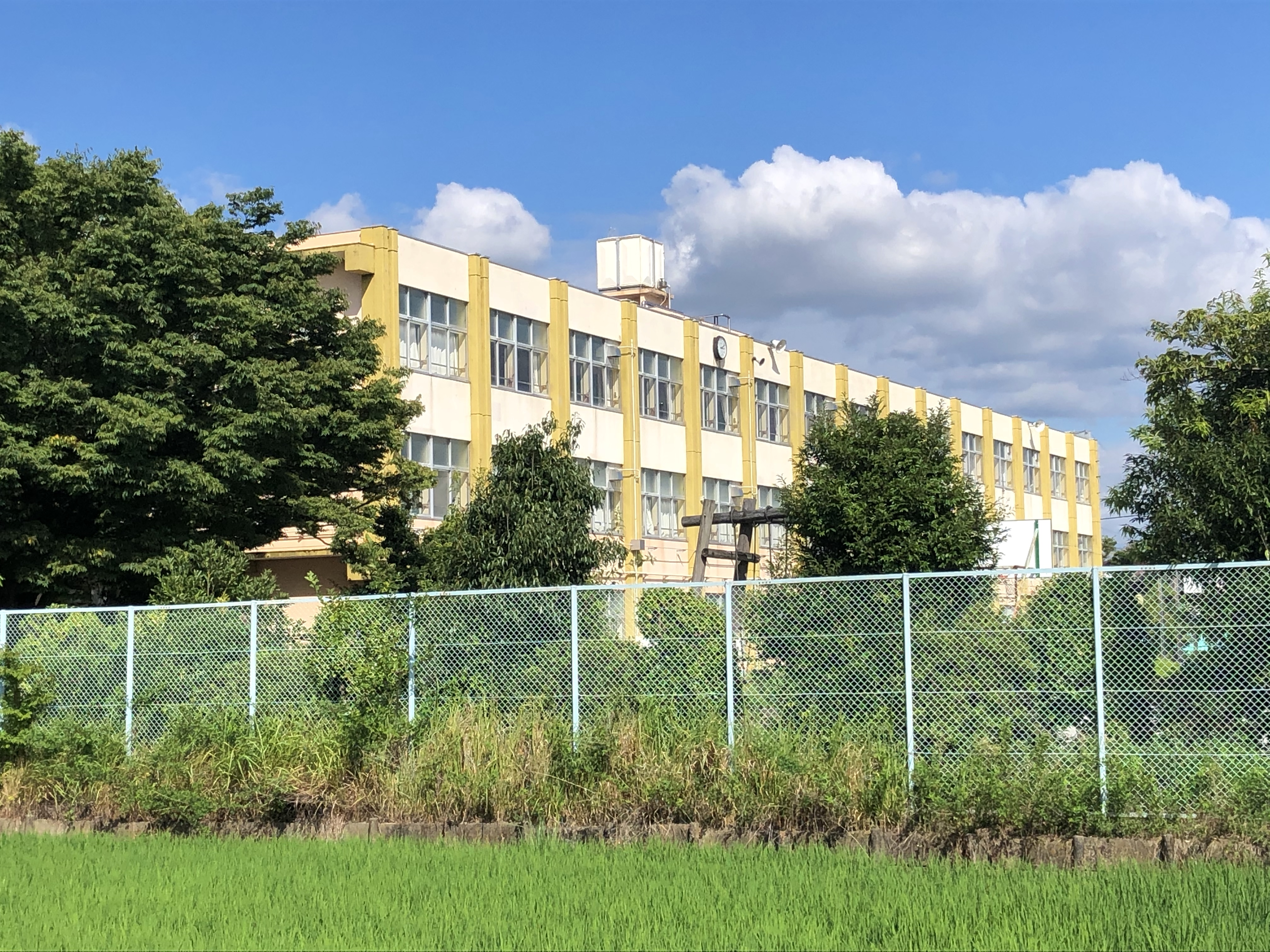
校舎

  - 4月2日 - 小牧市立北里小学校より分離開校。小牧市内10番目の小学校として開校する。[1]
  - 4月21日 - 校旗制定。
- 1976年（昭和51年）
  - 3月8日 - 校歌制定。（作詞：舟橋久男、作曲：古関裕而）
  - 4月2日 - 北里小学校より藤島団地児童232名編入。

## 通学区域
- 舟津（一部）、小木（一部）、小木南1丁目（一部）・2丁目（一部）・3丁目、小木西1 - 3丁目、小木1 - 5丁目、小木東1丁目・2丁目（一部）、3丁目（一部）、新小木1丁目（一部）・2 - 4丁目、藤島1 - 2丁目[2]

## 進学先中学校
- 小牧市立北里中学校

## 周辺
- 真通寺
- 妙経寺
- 浄音寺
- 薬王寺
- 世尊寺
- 宇都宮神社
- 小牧トラックターミナル